# Le Visage de l'amour
Albums de Dalida
Dali
(1984) Le Sixième Jour (compilation)
(1986)
Le Visage de l'amour est le dernier album du vivant de Dalida, sorti en janvier 1986, un an avant sa mort. 
L'album sort alors que la chanteuse entame le tournage du film, qui la consacrera en tant qu'actrice, Le Sixième Jour de Youssef Chahine, d'après le roman d'Andrée Chédid. La chanteuse fera cependant relativement peu de promotion de l'album, en comparaison du précédent opus, n'apparaissant qu'une semaine à L'Académie des neuf pour cinq chansons et dans quelques autres émissions. Seules Le Temps d'aimer et Parce que je ne t'aime plus furent commercialisées en 45 tours, la priorité étant donnée au premier extrait qui fera l'objet d'une importante campagne de promotion avant le départ de la chanteuse pour l'Égypte.
Pour cet album, Dalida enregistre en italien Semplicemente cosi (reprise du Tout doucement de Bibie). Au cours de l'année 1985, elle reprendra également le Last Christmas de Wham! pour en faire un 45 tours d'été sous le titre Reviens-moi. La chanson ne fera pas partie du track-listing final de l'album. 
Dalida enregistre la chanson thème du film qu'elle avait récemment tourné et interprète Le Sixième Jour de nombreuses fois sur le petit écran entre novembre 1986 et janvier 1987;  elle apparaît une dernière fois à la télévision française avec ce titre, en février 1987, dans l'émission "Tout le monde le sait" de Jacques Martin.

## Le Visage de l'amour(33 tours)

### Face A
- Parce que je ne t'aime plus
- La Danse de Zorba
- Le Visage de l'amour
- Le Vénitien de Levallois
- Mama Caraïbo

### Face B
- Les Hommes de ma vie
- Salut salaud
- Semplicemente cosi
- Le Temps d'aimer
- Mourir sur scène

## Le Visage de l'amour(version CD)
- Pour te dire je t'aime
- C'était mon ami
- Les Hommes de ma vie
- Semplicemente cosi
- Parce que je ne t'aime plus
- Kalimba de luna
- Salut salaud
- Lucas
- La Danse de Zorba
- Le Visage de l'amour
- Le Vénitien de Levallois
- Mama Caraïbo
- Le Temps d'aimer
- Reviens-moi
- Akhsan nass

## Singles
- 1985 - Le Temps d'aimer/Le Vénitien de Levallois
- 1986 - Parce que je ne t'aime plus/Salut salaud

## Singles non rattachés à l'album
- 1985 - Reviens-moi/La pensione bianca (45T)
- 1985 - Reviens-moi/C'était mon ami (maxi 45T)
- 1986 - Le Sixième Jour/instrumental
- 1987 - Pour en arriver là/Les Hommes de ma vie